# 伊万·莱科
伊万·莱科（1978年2月7日—）是一名克罗地亚职业足球主教练和已退役中場球员，曾在多家足球俱樂部效力並代表克罗地亚出戰国际比赛，目前执教比利時職業聯賽球队标准列日。